# Резиме
Резиме (фр. résumé збир), сажетак, сажето понављање главне садржине, кратак преглед, извод; завршна ријеч; закључак или извод у коме су садржани само главни елементи претходног опширног излагања или доказивања.
Резимирати значи поновити укратко садржај неког дјела, говора и др.
Сваки рад (било да је научни или књижевни) треба да има резиме, називан још апстракт, анотација или сажетак, дужине до 120 речи којим ће се укратко представити:
- Образложење теме

- Резултат

## Састављање резимеа
При састављању резимеа треба тачно указати на садржај, концизно објаснити централни проблем, сажето дефинисати најважније елементе, извести јасне закључке, као и информисати и задржати пажњу читаоца и омогућити лакоћу питања. Резиме се увек наводи на матерњем и одабраном страном језику.